# Ли Джонхва (экономист)
Ли Джонхва (Ли, Йонг-Ва) (кор. 이종화, англ. Jong-Wha Lee; родился в 1960 году в Тхэбэке, Южная Корея) — южнокорейский экономист, профессор экономики Корейского университета.

## Биография
Ли родился в 1960 году в Тхэбэке.
В 1981 году получил степень бакалавра искусств по экономике, а в 1983 году степень магистра искусств по экономике в Корейском университете. Ли отправился в США, где в 1990 году получил степень магистра искусств по экономике, а в 1992 году был удостоен степени доктора философии по экономике в Гарвардском университете. Докторская диссертация была на тему «Торговля, искажения и рост» под научным руководством Р. Барро.
Преподавательскую деятельность начал в качестве сотрудника Корейского института экономики сельского хозяйства в 1981—1982 годах и в качестве ассистента профессора экономики в университете Хосео в 1983—1987 годах, преподавателем в Гарвардском университете в 1988—1992 годах. Затем был ассистентом профессора экономики в 1993—1995 годах, адъюнкт-профессором в Высшей школе международных исследований при Корейском университете в 1997—1999 годах, ассоциированным профессором экономики в 1995—2000 годах, профессором экономики с 2000 года, директором Международного центра корееведения в 2003—2007 годах Корейского университета. Ли Джонхва является директором Азиатского научно-исследовательского института при Корейском университете с 2013 года.
Ли был экономистом в исследовательском отделе в Международном валютном фонде в 1992—1993 годах, консультантом Всемирного банка в 1995—1997 годах, адъюнктом лектора государственной политики в Правительственной школе Джона Ф. Кеннеди в 1999 году, консультантом в 1996—1997 годах и помощником на факультете в 1997—1998 годах и ассистентом в 1999—2000 годах в Гарвардском институте международного развития, приглашённым профессором экономического факультета Гарвардского университета в 1999—2000 годах, адъюнкт-профессором экономики Исследовательской школе тихоокеанских и азиатских исследований при Австралийском национальном университете в 2001—2007 годах.
Был консультантом Азиатского банка развития в 2001—2002 годах и в 2014—2015 годах, затем главой офиса региональной экономической интеграции Азиатского банка развития в 2007—2010 годах, где в 2008—2009 годах был исполняющий обязанности главным экономистом экономического и исследовательского департамента, а с 2009—2010 годах главным экономистом.
Был приглашённым сотрудником Школы государственной политики Кроуфорда при Австралийском национальном университете в 2015—2016 годах, старшим советником по международным экономическим делам президента Республики Кореи Ли Мён Бака в 2011—2013 годах.
Ли является колумнистом в «Korea Joongang Daily» с 2015 года и в «Project Syndicate» с 2013 года, действующим вице-президентом Корейской экономической ассоциации с 2015 года, действующим вице-президентом Корейской международной экономической ассоциации с 2015 года, членом редколлегии журнала «Asian Development Review» с 2013 года и «Japan and the World Economy» с 2006 года и «Journal of Human Development and Capabilities» с 2000 года, помощником редактора «Asian Economic Policy Review» с 2006 года и «Journal of Economic Integration» с 2002 года.
Ли являлся также вице-президентом Корейской денежной и финансовой ассоциации в 2013—2014 годах, редактором «Asian Development Review» в 2008—2010 годах и «Kukje Kyungje Yongu» в 2005—2007 годах, членом редколлегии «Review of International Organizations» в 2006—2015 годах, помощником редактора журнала «International Economic Journal» в 2003—2006 годах и «Korean Economic Review» в 2001—2003 годах, соредактором журнала «Journal of Korean Economy» в 2000—2003 годах, членом Института Азиатского банка развития в 2008—2010 годах, приглашенным преподавателем в Межамериканском банке развития в 2005 году, членом национального консультационного совета по экономике в администрации президента Кореи в 2004—2006 годах, консультантом Программы развития ООН в 1994 году, в 1998 году и в 2000 году, советником Банка Кореи в 2001—2003 годах, членом комитета финансового развития в Министерстве стратегии и финансов Республики Кореи в 2001—2006 годах.

## Вклад в науку
Йонг-ва Ли отмечал, что высокие тарифные ставки отрицательно влияют на экономический рост, если тарифные ставки взвесить по важности импорта в ВВП страны. Для экономического роста приоритетен импорт средств производства.

## Награды
- 1978 — трёхлетняя стипендия Кумканга;
- 1987 — грант по программе Фулбрайта;
- 1987 — четырёхлетняя премия Фулбрайта для аспирантов;
- 1994 — грант Рокфеллера от фонда Рокфеллера;
- 1996 — грант от Всемирного банка;
- 1997 — трёхлетний грант от Национального научного фонда;
- 1993, 1995, 1998, 2000—2003, 2005 — грант от Национального исследовательского фонда Кореи[англ.];
- 1996 — китай-корейская премия для молодого учёного;
- 1997 — премия от Chung Nam Group;
- 1997 — премия Мае-Кена в области экономики;
- 2003 — вошёл в лист топ-1000 самых цитируемый экономистов в 1990—2000 годах по версии М.Блауга;
- 2003—2006 — лучший преподаватель года от Корейского университета;
- 2006 — стипендия Брендли;
- 2010—2011 — вошёл в топ лист мира по версии Marquis Who's Who,
- 2007—2011 — почётная стипендия от Национального исследовательского фонда Кореи[англ.];
- 2013 — четырёхлетний грант от Национального исследовательского фонда Кореи[англ.];
- 2015 — двухлетняя международная премия сотрудничества от Австралийского научно-исследовательского совета[англ.];
- 2015 — премия Дасана в области экономики от «Korea Economic Daily[англ.]».